# Ctenosaura clarki
El nopilchi o nopilche (Ctenosaura clarki) es una especie de lagarto escamoso iguánido del género Ctenosaura endémico de México. Fue descrito por el naturalista estadounidense Jacob Whitman Bailey en 1928.

## Etimología
El epíteto específico de C. clarki, es en honor al Dr. Herbert Charles Clark, el primer Director del Laboratorio Conmemorativo Gorgas, Panamá y director de investigación médica y laboratorios de United Fruit Company, por su apoyo a la colección herpetológica del Museo de Zoología Comparada de la Universidad de Harvard.

## Descripción
El nopilchi es un lagarto iguánido de tamaño pequeño con tan solo 30 cm de longitud total, siendo junto al garrobo enano, los lagartos más pequeños del género Ctenosaura. El cuerpo del nopilchi es de color marrón oliva a negro, con varias bandas y manchas de color más claro. Los machos adultos presentan un color negro en los lados dorsales de las patas delanteras, el cual se extiende hasta la región axilar. La coloración de los juveniles es similar a la de los ejemplares adultos pero forma más opaca.
Este lagarto se distingue por presentar las siguientes características:
- Una hilera de escamas mediodorsales agrandadas que forman una cresta baja;
- La presencia de dos escamas postmentales en contacto con la escama mental;
- La presencia de escamas dorsales lisas y más grandes que las escamas laterales;
- Las escamas ventrales son aproximadamente la mitad del tamaño de las escamas dorsales;
- El número de escamas dorsales en la línea media varía de 67 a 90.
- Presencia de escamas con quilla agrandadas en el fémur y la tibia del animal.
- Variación en los poros femorales de cuatro a siete, estando agrandados en los machos y disminuidos en las hembras.
- Presencia de un pliegue gular y de una cola ancha, con escamas espinosas conspicuas a lo largo y separadas de las dorsales por solo una hilera de escamas.

## Distribución y hábitat

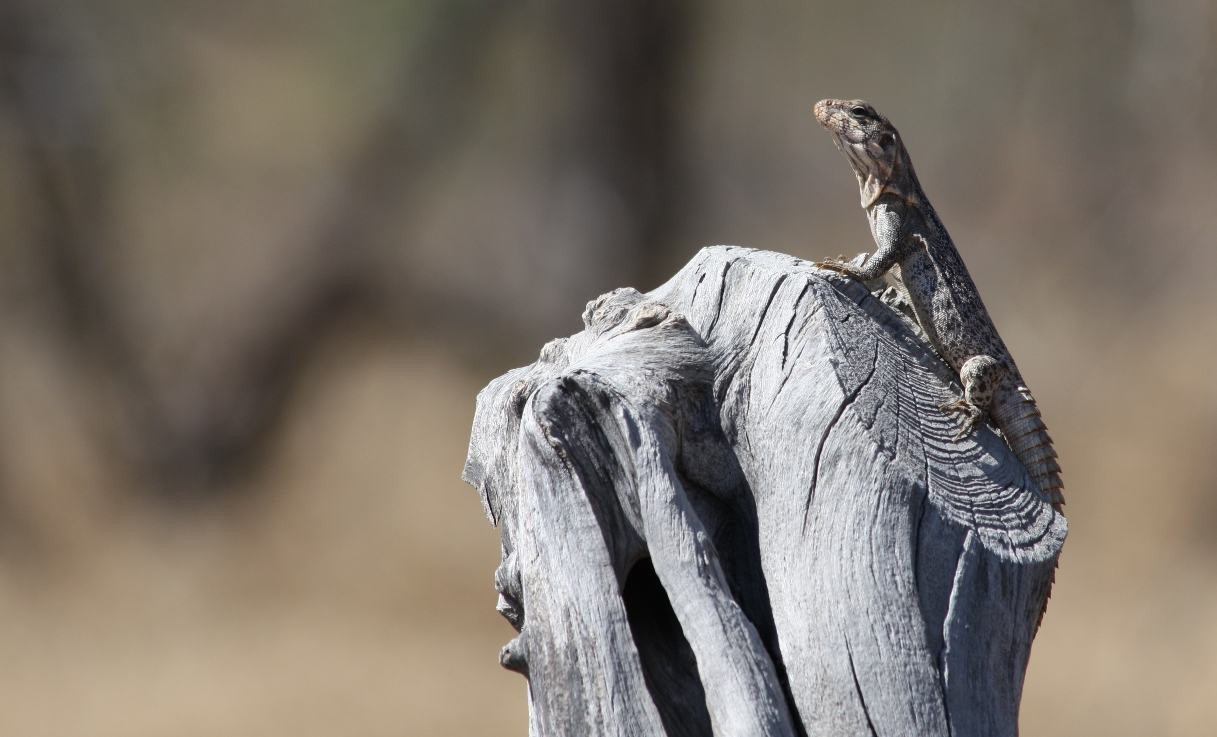
Un ejemplar del nopilchi en la Depresión del Balsas en la Reserva de la Biosfera Zicuirán Infiernillo.

El nopilchi es endémico de los estados mexicanos de Jalisco, Guerrero y en Tepalcatepec, Michoacán. En general se encuentra en regiones bajas y secas como en tierra caliente y el infiernillo. En el infiernillo convive con especies de lagartos como la salamanquesa de Cabo San Lucas, la salamanquesa patas de res y el Urosaurus bicarinatus tuberculatus; así como con serpientes, como la chatilla, la culebrilla cabecinegra del Pacífico y el Trimorphodon tau latifascia.
En Guerrero habita en bosque tropical caducifolio y en el bosque espinoso. En la región de la Cuenca del Río Balsas convive con otras especies de lagartos como la lagartija de árbol de Michoacán y el huico michoacano.
En Michoacán habita en los bosques secos del Balsas. El bosque seco de Balsas es una formación de bosque seco tropical de una altura de 200 a 600 m s. n. m. El nopilchi es una especie semi-arbórea. El hábitat preferido es un terreno abierto similar a una sabana con abundancia de cactus arbóreos. Las ramas huecas de los cactus arbóreos son el hogar del nopilchi.
Las plantas en las que habita el nopilchi son el palo verde (viviendo en sus ramas secas) y cactáceas columnares huecas del jacube y el etcho; en los troncos huecos del cactos Lemaireocereus y del güisache, así como en troncos huecos, tocones, cactus secos o estacas. Algunos individuos se han visto en áreas rocosas. Durante la época de sequía en febrero, es notable la presencia de la lagartija en el suelo. Asimismo, en lugares perturbados por la introducción de potros. El nopilchi utiliza con frecuencia las estacas colocadas en las cercas que deslindan a las propiedades para asolearse.